# Мольденхауэр, Бернд
Бернд Мо́льденхауэр (нем. Bernd Moldenhauer; 14 августа 1949, Фалькенберг — 15 июля 1980, под Бад-Херсфельдом) — диссидент в ГДР, был убит агентом Министерства государственной безопасности ГДР.

## Биография
Бернд Мольденхауэр выучился на строителя. В 1972 году был арестован в Венгрии при попытке «бегства из Республики». 
После освобождения в 1973 году переехал в Западный Берлин, где участвовал в демонстрациях против политики ГДР. Вместе с будущим бранденбургским политиком Дитером Домбровским участвовал в акции по символическому обнесению стеной офиса «Аэрофлота» у вокзала «Зоологический Сад» в Западном Берлине. В 1978 году Мольденхауэр перебрался в Хайльбронн, но продолжал активно участвовать в акциях, проводившихся в Западном Берлине против режима СЕПГ. 
Из материалов дела, заведённого в Штази на Мольденхауэра, следует, что 22-й отдел МГБ ГДР планировал провести в июне 1981 года спецоперацию по аресту Мольденхауэра, для чего предполагалось заманить его в засаду на транзитном участке автотрассы, соединявшей Западный Берлин с ФРГ. Операция не была реализована, поскольку Мольденхауэр избегал передвигаться по транзитным дорогам.
15 июля 1980 года Бернд Мольденхауэр, состоявший в Объединении жертв сталинизма, был задушен другим членом Объединения по имени Ариберт Фредер в зоне отдыха на автобане близ Бад-Херсфельда в Гессене. Ариберт Фредер работал в Западном Берлине водителем автобуса и являлся агентом МГБ ГДР, как выяснилось впоследствии под псевдонимом «Гюнтер Франк». В 1981 году за убийство Мольденхауэра «по невыясненным мотивам» Ариберт Фредер был приговорён земельным судом Берлина к десяти годам лишения свободы.
В 1989 году сотрудники МГБ ГДР пытались уничтожить документы, свидетельствовавшие о причастности Штази к делу Мольденхауэра. За молчание заключённого Ариберта Фредера о своей деятельности для Штази его супруге было выплачено 54 тыс. немецких марок. Сам Фредер получил в качестве вознаграждения за свои услуги Штази несколько тысяч немецких марок.